# George A. Wilson
George Allison Wilson (Menlo, Iowa, 1 de abril de 1884- 8 de septiembre de 1953) fue un político estadounidense, miembro del Partido Republicano. Fue el senador por el estado de Iowa desde 1943 hasta 1949. Fue además 28º gobernador de Iowa desde 1939 hasta 1943.